# Ouratea hatschbachii
Ouratea hatschbachii là một loài thực vật có hoa trong họ Ochnaceae. Loài này được K.Yamam. mô tả khoa học đầu tiên năm 1995.